# 叶普·卢德维格森
叶普·卢德维格森（丹麥語：Jeppe Ludvigsen，1989年1月28日—），丹麥男子羽毛球運動員。

## 簡歷
2014年，叶普·卢德维格森與麦尔·苏罗合作，先在3月進行的葡萄牙國際賽贏得混雙亞軍，其後在5月進行的斯洛文尼亞國際賽又成功奪得冠軍；此外，他們在年內的羅馬尼亞國際賽和斯洛文尼亞國際賽都能打進混雙四強。

## 主要比賽成績
只列出曾進入準決賽的國際賽事成績：
| 年份   | 賽事                   | 公開賽級別 | 項目     | 拍檔                   | 成績   |
| ------ | ---------------------- | ---------- | -------- | ---------------------- | ------ |
| 2013年 | 希臘羽毛球國際賽       | 國際系列賽 | 混合雙打 | 雷内·马蒂松            | 準決賽 |
| 2013年 | 挪威羽毛球國際賽       | 國際系列賽 | 混合雙打 | 麦尔·苏罗              | 準決賽 |
| 2014年 | 葡萄牙羽毛球國際賽     | 國際系列賽 | 混合雙打 | 麦尔·苏罗              | 亞軍   |
| 2014年 | 羅馬尼亞羽毛球國際賽   | 國際系列賽 | 混合雙打 | 麦尔·苏罗              | 準決賽 |
| 2014年 | 斯洛文尼亞羽毛球國際賽 | 國際系列賽 | 混合雙打 | 麦尔·苏罗              | 冠軍   |
| 2014年 | 匈牙利羽毛球國際賽     | 國際系列賽 | 混合雙打 | 麦尔·苏罗              | 準決賽 |
| 2015年 | 克羅地亞羽毛球國際賽   | 國際系列賽 | 男子雙打 | 帕特里克·布尔          | 準決賽 |
| 2016年 | 冰島羽毛球國際賽       | 國際系列賽 | 男子雙打 | 迪特列夫·耶格爾·霍爾姆 | 準決賽 |
| 2017年 | 冰島羽毛球國際賽       | 國際系列賽 | 混合雙打 | 阿斯特丽德·莫兰德      | 準決賽 |
| 2017年 | 立陶宛羽毛球國際賽     | 未來系列賽 | 混合雙打 | 阿斯特丽德·莫兰德      | 準決賽 |

| 2007-2017年 | 首要超級賽 | 超級賽 | 黃金大獎賽 | 大獎賽 | 國際挑戰賽 | 國際系列賽 | 未來系列賽 | 其他 |

| 2018-2026年 | 總決賽 | 超級1000賽 | 超級750賽 | 超級500賽 | 超級300賽 | 超級100賽 | 國際挑戰賽 | 國際系列賽 | 未來系列賽 | 其他 |